# Lanzhou
Lanzhou is de hoofdstad van de provincie Gansu van de Volksrepubliek China. Het is de eerste belangrijke stad aan de Gele Rivier, met 3 miljoen inwoners (2020). De stad strekt zich uit over een lengte van meer dan 20 kilometer, door de steile wanden van het dal. Op de zijderoute was de stad een belangrijke tussenstop voor of vanaf het eindpunt Xi'an.

## Geschiedenis
De eerste nederzetting dateert uit de Han-dynastie, ruim 2000 jaar geleden. Lanzhou heette toen Jincheng (金城) wat gouden stad betekent. De garnizoensstad werd een belangrijke tussenstop aan de zijderoute en hoofdstad van de meest westelijk gelegen Chinese provincie Gansu. De Chinese Muur werd verlengd tot aan Yumen om bescherming te bieden.
Na de val van de Han-dynastie was Lanzhou de hoofdstad van verschillende koninkrijkjes. Door de zijderoute werd het boeddhisme geïntroduceerd en Lanzhou was van de 5e eeuw tot de 11e eeuw een belangrijk centrum voor het boeddhisme. Later kwam de islam op in het gebied doordat mensen werden bekeerd door handelaren uit het Midden-Oosten.

## Geografie
Lanzhou ligt op een hoogte van 1.600 meter in de smalle vallei van de Gele Rivier, die naar het oosten toe stroomt. Door de bergen aan weerszijden van de stad is de stad langgerekt en smal. Geografisch ligt de stad in het centrum van China. Het klimaat is semi-aride, met warme zomers en koude winters, in de lente kunnen er stofstormen voorkomen.

## Demografie
Lanzhou als hoofdstad van de westelijk gelegen provincie Gansu kent veel verschillende bevolkingsgroepen, mede in de stad terechtgekomen door het verleden als handelsstad aan de zijderoute. De grootste bevolkingsgroep zijn de Han, grote minderheden zijn de Hui, Tibetanen, Dongxiang en Oeigoeren. In de stad zelf woonden 1.444.377 mensen in 2007, en 3,2 miljoen in de prefectuur van 14.620 km².

## Economie
Het BBP per hoofd van de bevolking was ¥15051 (RMB) (ca. US$1820) in 2003. Lanzhou is een industriestad, met veel natuurlijke hulpbronnen. Hieronder vallen: steenkool, zilver, goud, zink, nikkel, mangaan, klei en dolomiet. Er wordt ook met behulp van stuwdammen stroom opgewekt.
Belangrijke industrieën in Lanzhou zijn de olieraffinage, textiel, rubber, petrochemie, kunstmest, metallurgie. De stad is het centrum van de atoomindustrie in China. De productie van machines is ook belangrijk. Er bevindt zich ook de grote Yuzhong Steel-staalfabriek, een onderdeel van de Jiuquan Steel-groep. In de landbouw worden groenten, bonen, meloenen, perziken en tabak verbouwd. Rozen en lelies worden uitgevoerd.

## Transport
Lanzhou is een belangrijk knooppunt in het westen van China en vormt de verbinding van het westen naar het oosten. De enige spoorverbinding naar Xinjiang en Qinghai loopt door Lanzhou. Het is mogelijk om met de trein naar alle hoeken van China te reizen vanuit de stad.
De luchthaven van Lanzhou, Lanzhou Zhongchuan International Airport, ligt 70 kilometer ten noorden van de stad. Verbindingen zijn er naar onder andere Peking (Beijing), Chengdu, Guangzhou, Ürümqi en Xi'an. Er zijn ook enkele regionale vluchten binnen de provincie.
Vijf verschillende snelwegen doen Lanzhou aan. De Jingzang Expressway in zuidelijke richting, de Lanhai Expressway naar het westen en Qinghai, de Lianhuo Expressway naar het noordwesten, de Qinglan Expressway naar het oosten en de Lanzhou Airport Expressway. Verschillende Nationale wegen van China hebben een begin of eindpunt in Lanzhou. Door Lanzhou loopt de nationale weg G109 van Peking naar Lhasa. De G212 leidt naar het zuiden naar Chongqing en de G213 naar Jinghong.

In de stad zelf rijden trolleybussen, bussen en taxi's bovenop de metro van Lanzhou. De taxi's hebben een starttarief van ¥7 voor 3 kilometer, de bussen kosten ¥1.

## Bezienswaardigheden
Het centrum van Lanzhou ligt op de zuidoever van de Gele Rivier en aan de oostkant van de stad. Aan de zuidkant van het centrum ligt tevens het grootste treinstation, Lanzhou zhan. Aan de noordkant van de rivier ligt de Witte pagode heuvel (Báitǎ Shān, 白塔山). De oorsprong van het park dat tegen een steile heuvel is aangelegd ligt in de Yuan-dynastie (1206-1368). Een kabelbaan over de Gele Rivier verbindt het park met het centrum en een monumentale ijzeren brug doet hetzelfde voor voetgangers en fietsers. Het Gansu Provincial Museum, dat het bekende Vliegend paard van Gansu bevat, ligt ook in Lanzhou. De Witte wolken tempel, een Taoïstische tempel uit de Qing-dynastie vormt een van de weinige overgebleven historische monumenten in de stad.

## Zustersteden
Lanzhou heeft met de volgende steden een stedenband:
- Albuquerque, Verenigde Staten
- Christchurch, Nieuw-Zeeland

## Galerij

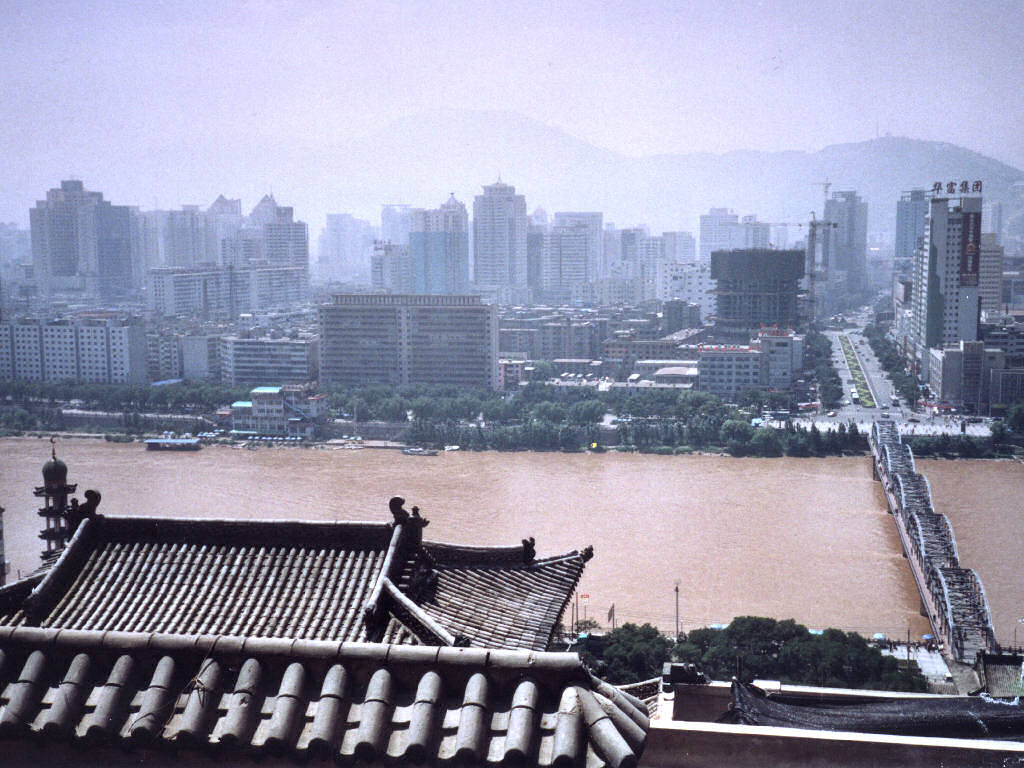
Lanzhou
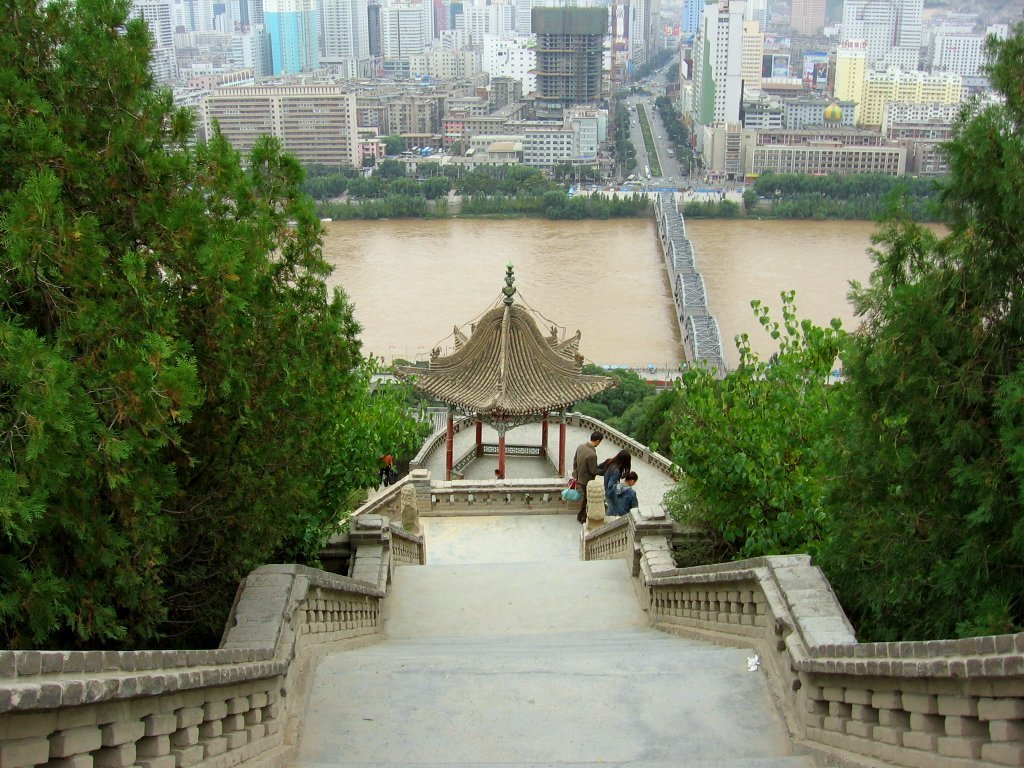
De Gele Rivier gezien vanuit de witte pagode